# Nikolaus Simrock

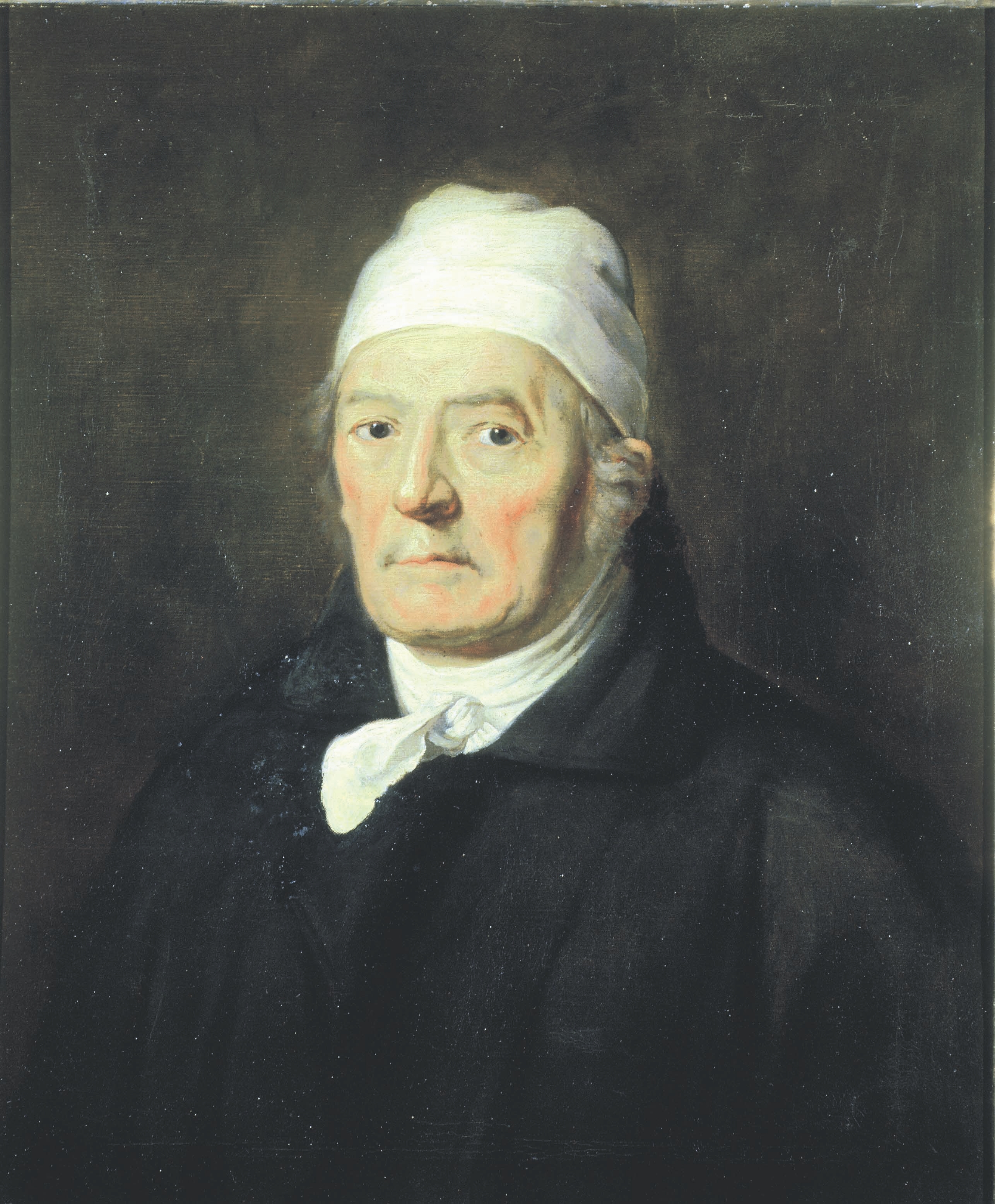
Nikolaus Simrock, etwa 1820 gemalt von Joseph Karl Stieler

Nikolaus Simrock (* 23. August 1751 in Mainz; † 12. Juni 1832 in Bonn) war Waldhornist am kurkölnischen Hof in Bonn, ein Freund Ludwig van Beethovens und Gründer des Musikverlages N. Simrock.

## Leben
Nikolaus Simrock wurde als Sohn des kurmainzischen Korporals Johannes Heinrich Simmerock (1721–1788) und der Dorothea Sopp (1722–1781) in Mainz geboren. Er trat noch vor Erreichen seines 16. Lebensjahres als Hornist in eine französische Militärkapelle ein, wo er neun Jahre Dienst tat. Zurück im Rheinland bewarb er sich beim Kölner Kurfürsten Maximilian Friedrich um eine Anstellung in dessen Bonner Hofkapelle, in die er mit Verfügung vom 23. März 1775 am 1. April 1775 als „Waldhornist“ mit einem Jahresgehalt von 300 Gulden aufgenommen wurde.  Beethovens Vater Johann van Beethoven war dort Tenorist und der junge Ludwig van Beethoven wurde später als stv. Hoforganist angestellt. 1781 wurde ihm eine Zulage von 100 Gulden „aus der Chatulle“ des Kurfürsten gewährt, drei Jahre später erhöhte der neue Kurfürst Maximilian Franz von Österreich sein Salär um weitere 100 Gulden.
Simrock gehörte zu den bekanntesten Aufklärern in der kurkölnischen Residenzstadt. Er war wie seine Kollegen Franz Anton Ries und Christian Gottlob Neefe Mitglied der Minervalkirche Stagira in Bonn, ein Verein des Illuminatenordens. Nach dessen Auflösung war er Gründungsmitglied der Bonner Lesegesellschaft. Außerdem war er Mitglied der 1805 gegründeten Bonner Freimaurerloge „Les frères courageux“.
Für die Hofkapelle hatte Simrock sehr bald die Aufgabe, die Musikalien zu beschaffen. Diesen Auftrag verband er mit dem Aufbau eines eigenen Vertriebs von Musikalien und anderen Artikeln wie zum Beispiel Wein, wie Anzeigen im „Bönnischen Intelligenzblatt“ seit 1785 zeigen. 1790 beispielsweise offeriert er „Papiere aller Art, Couverts, Tinten, Farben, Blei- und Rothstifte, Federmesser, Papierscheren, Stimmgabeln und -hammer, alte und neue Instrumente, verschiedene Sorten Claviere, Violin- und Bassbogen, ferner Colophonium und alle Arten Musikalien […] von bester Qualität und zu den billigsten Preisen.“
Im Rahmen seiner geschäftlichen Tätigkeiten gründete Nikolaus Simrock 1793 in Bonn den Musikverlag N. Simrock. Nebenher erlernte er die Kupferstecherei und ließ später in seiner Kopistenwerkstatt Notenblätter in Kupfer stechen und drucken. Um 1783 nannte er sich Commissionär der Verleger Götz in Mannheim, Artaria in Wien und Keller in Kassel. 1787 wurde er Mitbegründer der Bonner Lesegesellschaft und bekleidete während der napoleonischen Zeit mehrfach städtische Ämter. Ein Grund für den Erfolg dieses Unternehmens war – neben Simrocks Geschäftstüchtigkeit – seine profranzösische Haltung, die sich nach dem Ende der kurfürstlichen Epoche während der 1794 beginnenden Besetzung Bonns und des Rheinlandes durch französische Revolutionstruppen auszahlte.
Die Simrock’schen Geschäfte liefen gut und wurden durch seine Mitgliedschaft im Illuminatenorden, bei den Freimaurern und als Mitglied der gehobenen Bonner Gesellschaft weiter gefördert. Als die Hofkapelle 1794 aufgelöst wurde, hatte er sich bereits Verlagsmonopole für einzelne Künstler wie beispielsweise Ludwig van Beethoven geschaffen. So publizierte Simrock viele Erstveröffentlichungen von Joseph Haydn und Ludwig van Beethoven; nach Nikolaus Simrocks Tod kamen Kompositionen von Robert Schumann und Felix Mendelssohn Bartholdy und vor allem die Verbindung mit Johannes Brahms, von dem über 80 Werke im Verlag von N. Simrock erschienen, mit hinzu.
1800 eröffnete er den Simrock’schen Musikverlag in Geschäftsräumen im Haus Bonngasse Nr. 391. Der Verlag muss ihm ein beträchtliches Vermögen eingebracht haben; denn er erwarb bald etliche Grundstücke: das Haus in der Bonngasse, den Wicheishof in Bonn, den Frohnhof in Niederbachem, zu dem fünf kleinere Weingüter gehören, vier Häuser in der Bonner Maargasse und Bonngasse, mehr als 20 große Ländereien in Poppelsdorf, Kessenich und andern (damals noch selbständigen) Bonner Stadtteilen. Das 1803 erworbene Anwesen an der Ecke Bonngasse / Maargasse bot ihm Raum für Verkaufs- und Lagerstätten, die Druckerei und die Wohnung und blieb bis 1870 das Stammhaus des Verlags.
1827 muss Simrocks Interesse auf Honnef gelenkt worden sein, denn aus der simrockschen Einkaufsliste, die erst 1838 abgeschlossen wurde, gingen 86 Grundstücke hervor, die in den Jahren 1827 bis 1830 erworben wurden. Sie lagen fast sämtlich in den Fluren 27, 28 und 29 in der Gegend um Hagerhof, Zickelburg, Menzenberg. Alleine mit seinen Weingütern war Nikolaus Simrock für Honnefer Verhältnisse ein Großgrundbesitzer am Ort.
Nikolaus Simrock liegt auf dem Alten Friedhof in Bonn begraben.
Den Hauptsitz des Verlages verlegte der Enkel von Nikolaus Simrock, Fritz Simrock, 1870 von Bonn nach Berlin.

## Das Erbe
Der immense Grundbesitz, den Nikolaus Simrock im Bonner Raum angekauft hatte, blieb nicht lange in der Familie, nachdem der Erblasser gestorben war. Von seinen dreizehn Kindern lebten bei seinem Tod noch acht. Den Söhnen Karl und Joseph, Eigentümer eines lithographischen Instituts in Bonn, und ihrem Schwager Anton Keil, vormals Justizbeamter, der in Paris lebte, fiel namens der Erbengemeinschaft die Aufgabe zu, die beiden Honnefer Weingüter, das „Reuschische“ und das „Neunkirchsche“, zu veräußern.
Karl versuchte, den Besitz zu retten und gab Gebote ab, die jedoch vom Königlich Preußischen Notar Carl Eilender nicht anerkannt wurden, „weil dieses Gebot ebenfalls weit unter Taxe geblieben ist, sodaß die Requierenten hierfür den Zuschlag nicht ertheilen konnten und die Sitzung aufhoben, welches ich Notar den Anwesenden bekannt gemacht habe.“ Nach dem gescheiterten Auktionsversuch einigten sich die Erben auf eine „Nathurell-Theilung“. Der Notar teilte den Besitz entsprechend in acht Lose auf:
Los 1: Der Wichelshof in Bonn. Los 2: Das von Jacob Reusch gepachtete Domänenweingut „Im Reuschenberg“, Menzenberg bei Honnef. Los 3: Der Niederbachemer Frohnhof, fast 80 Morgen groß. Los 4: Haus Nr. 394 in der Maargasse. Los 5: Haus Nr. 392 in der Maargasse, dazu an die dreißig Ländereien, teilweise beachtlich groß, in den Gemeinden Poppelsdorf, Kessenich, Endenich, Lengsdorf, Dottendorf und Bonn. Los 6: Haus Nr. 391 in der Bonngasse. Los 7: Das von Barthei, dann Bertram, nun Heinrich Neunkirchen gepachtete Domänenweingut am Menzenberg. Los 8: Haus Nr. 505 in der Bonngasse; 
1834 erwarb Simrocks jüngster Sohn Karl, dem schon das fünfte Los zugefallen war, von seiner in Paris lebenden Schwester Elise das Neunkirchensche Weingut auf dem Menzenberg (Los 7) zum Preis von 2367 Talern. Das war exakt der gleiche Preis, der schon im vorangegangenen Auktionsversuch abgelehnt worden war. Karl wollte dieses Weingut unbedingt kaufen, da er schon 1832 die Erlaubnis erhalten hatte, dort zu wohnen. Nach dem Kauf veräußerte er sechs Siebtel der Weinberge. 1837 erwarb schließlich der Bonner Major Karl von Wumb den größten Teil des Honnefer Besitzes von den Erben.

## Eine rheinische Familie
Nikolaus Simrock heiratete 1780 Ottilie Franziska Blaschek (1756–1829) aus Mainz. Sie hatten zusammen 13 Kinder. Das Ehepaar Simrock gründete damit eine Familie, die fast 200 Jahre rheinische Kulturgeschichte geschrieben hat. Sein Sohn Peter Joseph (1792–1868) übernahm das Verlagsgeschäft, das dieser wiederum an seinen jüngsten Sohn Fritz Simrock übergab, der den Geschäftssitz des Musikverlags 1870 nach Berlin verlegte. Ein weiterer Sohn war über viele Jahre Betreiber des Hotels „Trierer Hof“ am Markt und hatte unter anderem Alexandre Dumas zu Gast. Der jüngste Sohn, Karl, prägte als Überlieferer und Herausgeber alt- und mittelhochdeutscher Literatur die deutsche Literaturgeschichte des 19. Jahrhunderts.
Karl Simrocks Schwiegersohn, der Bonner August Reifferscheid, zählte zu den prominenten Philologen im ausgehenden 19. Jahrhundert. Ein Sohn aus der Ehe von August Reifferscheid und Anne Simrock (1846–1905), Heinrich Reifferscheid, hat sich insbesondere als Radierer einen Namen gemacht. Dessen Sohn Gerhard Reifferscheid (1913–2002) war Priester und Religionslehrer am Bonner Beethovengymnasium, das sowohl sein Vater als auch sein Großvater als Schüler besucht hatten. Ein weiterer Sohn August Reifferscheids war der Mediziner Karl Reifferscheid.